# Бріолін
Бріолін (бриліантин, брильянтин, ґріз) — косметичний засіб для догляду за волоссям, додання їм блиску та фіксації зачіски. Використовується переважно чоловіками. Походить від французького слова brillant, що означає «блискучий, виблискуючий».
Засоби на основі різних олій для додання блиску волоссю використовувалися з незапам'ятних часів. 1900 року відомий парфумер Едуард Пінод представив на Всесвітній виставці в Парижі свій продукт під назвою брилліантин, призначений для пом'якшення волосся і бороди у чоловіків. У «Енциклопедичному словнику Брокгауза і Ефрона» наводиться такий склад «брильянтину»: 1 частина гліцерину або касторової олії в 60 частинах туалетного спирту. Був дуже популярним серед стиляг, які з його допомогою створювали форму і блискучий відтінок своїм «кокам» — високо збитим вихорам. З розвитком парфумерної промисловості бріолін віддав першість лакам та гелям для волосся, проте застосовується дотепер.